# Phebe Fjellström
Phebe Maria Fjellström, de soltera Lindgren (1924-2007), fue una etnóloga sueca. Se la recuerda por su investigación pionera sobre la cultura de los pueblos sámi del norte de Suecia, incluida su relación con los de los condados nórdicos vecinos. En particular, mostró un interés especial por la platería sami. Continuó investigando la colonización sueca del Valle de San Joaquín en California. En 1981, fue nombrada profesora de etnología en la Universidad de Umeå, donde permaneció hasta su jubilación en 1990, enseñando y realizando nuevas investigaciones.   

## Primeros años, familia y educación.
Nacida en Porjus, en el extremo norte de Suecia, Phebe Maria Lindgren era hija del pastelero Per Helmer Lindgren y su esposa Valborg Tyra Augusta, de soltera Sandberg. Después de graduarse de la escuela secundaria en Luleå en 1943, estudió historia del arte, arqueología y folklore nórdico en la Universidad de Uppsala, graduándose en 1948. Ese año se casó con Karl-Erik Johan Fjellström, un compañero de estudios. La pareja tuvo tres niños.

## Carrera
La pareja se mudó por primera vez a Boden, donde ella formó una familia mientras su esposo trabajaba como médico. Regresaron a Uppsala en 1956 donde, inspirada por su profesora de etnología sv, Phebe Fjellström pudo realizar investigaciones sobre la cultura sámi. Esto la llevó en 1962 a obtener un doctorado con una tesis sobre la plata sami titulada Lapskt silver. Studier över en föremålsgrupp och dess ställning inom lapskt kulturliv (La plata de Laponia: estudios sobre un grupo objetivo y su lugar en la vida cultural de Laponia). Su investigación examinó las conexiones entre los pueblos sámi y sus vecinos en los países nórdicos, así como los contactos culturales con el resto de Europa. Su enfoque se basó en parte en el trabajo del etnólogo sv de Lund que había revelado conexiones entre Scanian y Sámi Silver. Se embarcó en nuevas investigaciones sobre la vida y la cultura de los sámi y publicó sus hallazgos en 1985 en Samernas samhälle i tradition och nutid (La sociedad sámi en la tradición y el presente).  Como resultado de una beca otorgada a su esposo, la pareja se mudó a La Jolla, California en 1966. Mientras estuvo allí, realizó una investigación sobre una comunidad sueca en California que publicó en 1970 como Colonización sueco-estadounidense en el Valle de San Joaquín en California. Un estudio de aculturación y asimilación de un grupo de inmigrantes .  
Al regresar a Suecia a finales de la década de 1960, Fjellström continuó su investigación en la Universidad de Gotemburgo y luego en la Universidad de Umeå, donde en 1981 fue nombrada profesora del recién creado departamento de etnología. Además de su docencia, se centró en la cultura del norte de Escandinavia, extendiéndose más allá de los sámi. Se jubiló en 1990. Phebe Fjellström murió el 1 de febrero de 2007 en Uppsala, donde fue enterrada en el cementerio de Hammarby. 